# Vlaams Arbeidsfront
Het Vlaams Arbeidersfront (VAF) was een Vlaams vakverbond gelieerd aan de Volksunie. Het werd opgericht op initiatief van Herman Wagemans op 21 april 1954 en was de ideologische opvolger van Arbeidsorde.

## Geschiedenis
Na de Tweede Wereldoorlog werd de Vlaamse Beweging gereorganiseerd. Men trachtte andermaal een Vlaamsgezinde sociale zuil uit te bouwen, waarvan het VAF de vakvereniging moest worden. Het Arbeidsfront had aanvankelijk een erg ambitieuze doelstelling. Men zag, met de 113. 632 stemmen bij de verkiezingen van 11 april 1955 voor de Christelijke Vlaamse Volksunie in het achterhoofd, een potentieel ledenaantal van 500.000 voor mogelijk. Deze droom van het bestuur werd echter nooit behaald, op het hoogtepunt van haar bestaan telde het Vlaams Arbeidsfront slechts een honderdtal leden en werden er ± 1000 nummers van het gelieerde weekblad "Eenheid" aan de man gebracht.
Na de oprichting van het concurrerende Algemeen Vlaams Sociaal Verbond (AVSV) in 1956 zet zich het verval van de beweging in. De definitieve doodsteek kwam er in het najaar van 1957 met het vertrek van bestuurslid Achiel Van Malderen naar het Volksunie-hoofdbestuur en de schorsing van VAF-voorzitter Bob Degol als lid van diezelfde partij.

## Boegbeelden

### Voorzitters
| Voorzitter        | Aantreden | Aftreden |
| ----------------- | --------- | -------- |
| Emiel Peeters     | 1954      | 1955     |
| Hendrik Balthazar | 1955      | 1956     |
| Bob Degol         | 1956      | 1957     |

### Andere boegbeelden
| Naam                | Functie                  | Aantreden | Aftreden |
| ------------------- | ------------------------ | --------- | -------- |
| Frans Dirks         | Secretaris               | 1954      | 1957     |
| Dries Simons        | Hoofdredacteur "Eenheid" | 1954      | 1956     |
| Antoon Van Soom     | Hoofdredacteur "Eenheid" | 1956      | 1957     |
| Renaat Stubbe       | Penningmeester "Eenheid" | 1955      | 1956     |
| Reimond Rongé       | Penningmeester "Eenheid" | 1955      | 1957     |
| Achiel Van Malderen | Bestuurslid              | 1954      | 1957     |